# Rue des Teinturiers (Paris)
Pour les articles homonymes, voir Rue des Teinturiers.
La rue des Teinturiers est une ancienne voie de Paris qui était située dans l'ancien 7e arrondissement. Elle a disparu lors de l'ouverture de l'boulevard de l'Hôtel-de-Ville en 1854.

## Origine du nom
Elle tenait son nom aux teinturiers qui l'habitaient, à cause de la proximité de la Seine.

## Situation
Au XIXe siècle, la rue des Teinturiers, d'une longueur de 58 mètres, qui était située dans l'ancien 7e arrondissement, quartier des Arcis commençait à la Seine et finissait aux 31-35, rue de la Vannerie.
Il n'y avait pas de numéro dans cette rue

## Historique
Elle était presque entièrement bordée de constructions sous le règne de Louis VII le Jeune. Tous les actes ne l'ont d'abord désignée que comme une « ruelle allant de la Tannerie en la Vannerie ».
Elle est citée dans Le Dit des rues de Paris de Guillot de Paris sous le nom « rue de la Coifferie ».
L'extrémité de cette rue s'est appelée « rue de l'Archet » à cause de l'arcade qui passait sous la rue de la Tannerie pour rejoindre la Seine. Elle s'est également appelée « rue du Navet » et « rue des Trois-Bouteilles » à cause d'une enseigne. Edgar Mareuse indique qu'elle s'est également appelée « rue Tirvit ».
En 1673, Louis XIV expulse les tanneurs, les teinturiers et les mégissiers du centre de Paris pour qu'ils s'installent dans le quartier Saint-Marcel ou le quartier de Chaillot :
« Arrêt du conseil, 24 février 1673 : 
Le roy s'estant fait représenter en son conseil l'arrest rendu en iceluy le 28 octobre dernier, par lequel sa majesté auroit ordonné l'exécution de l'édit du 2 décembre 1577, et de l'arrest de la cour de parlement du 6e may 1623, rendu en conséquence pour la translation des tanneurs et tinturiers de la rue de la Tannerye, où ils sont à présent estably, en un autre lieu commode èz-environs de la dite ville, et qu'à cest effect, assemblée seroit faicte en l'Hostel de la dite ville des conseillers, quartiniers, et de tel nombre de notables bourgeois que les dits prevost des marchands et eschevins jugeroient à prospos de mander pour adviser aux moyens de pourveoir à la salubrité de la dite ville, et du lieu le plus proche èz-environs d'icelle où l'on pourroit placer les tanneurs, tinturiers et mégissiers, pour le procès-verbal faict et rapporté être par sa majesté ordonné ce qu'il appartiendroit;  et veu le procès-verbal de la dite assemblée du 7 février 1673, en laquelle les dits tanneurs et tinturiers qui sont logés dans la dite rue de la Tannerye et ceux qui sont dans les autres quartiers de Paris sur le bord de la rivierre, seront tenus de se retirer dans un an du jour du présent arrest dans le quartier Saint-Marcel et Chalyot, aux maisons estant sur le bord de la rivierre, ou autres lieux qui seront par eux indiqués qui ne se trouveront point incommoder au publicq, nonobstant la quelle translation, les dits tanneurs et tinturiers qui se retireront de la dite rue de la Tannerye et autres du dedans de Paris conserveront tous leurs privilèges et exemptions de leurs mestiers, et en qualité de bourgeois de Paris, dont ils jouissent, à l'effect de quoy leur seront tous arrêts et lettres expédiés. Enjoignant sa majesté à tous ses officiers de les maintenir et garder en la jouissance des dits privilèges, et de favoriser en toutes choses la ditte translation, et aux dits prevost des marchands et eschevins de tenir la main à l'exécution du présent arrest qui sera exécuté nonobstant oppositions ou appellations quelconques et sans préjudice d'icelles, dont si aucunes interviennent, sa majesté s'est réservé et à son conseil la connaissance, icelle interdite à toutes ses autres cours et juges.
Signé d'Aligre et Colbert. »
Une décision ministérielle du 17 brumaire an XII (9 novembre 1803), signée Chaptal, fixe la largeur de cette voie publique à 7 mètres. Cette largeur est portée à 10 mètres, en vertu d'une ordonnance royale du 26 juin 1837.
En 1844, cette rue n'avait encore, dans une partie de son étendue, qu'une largeur de 1,20 mètre, et n'était pas éclairée. À cette même époque, la partie de la rue des Teinturiers qui communiquait à la Seine était fermée par une grille.
La rue de des Teinturiers disparaît en 1854 lors des du percement du boulevard de l'Hôtel-de-Ville.